# Air Tractor

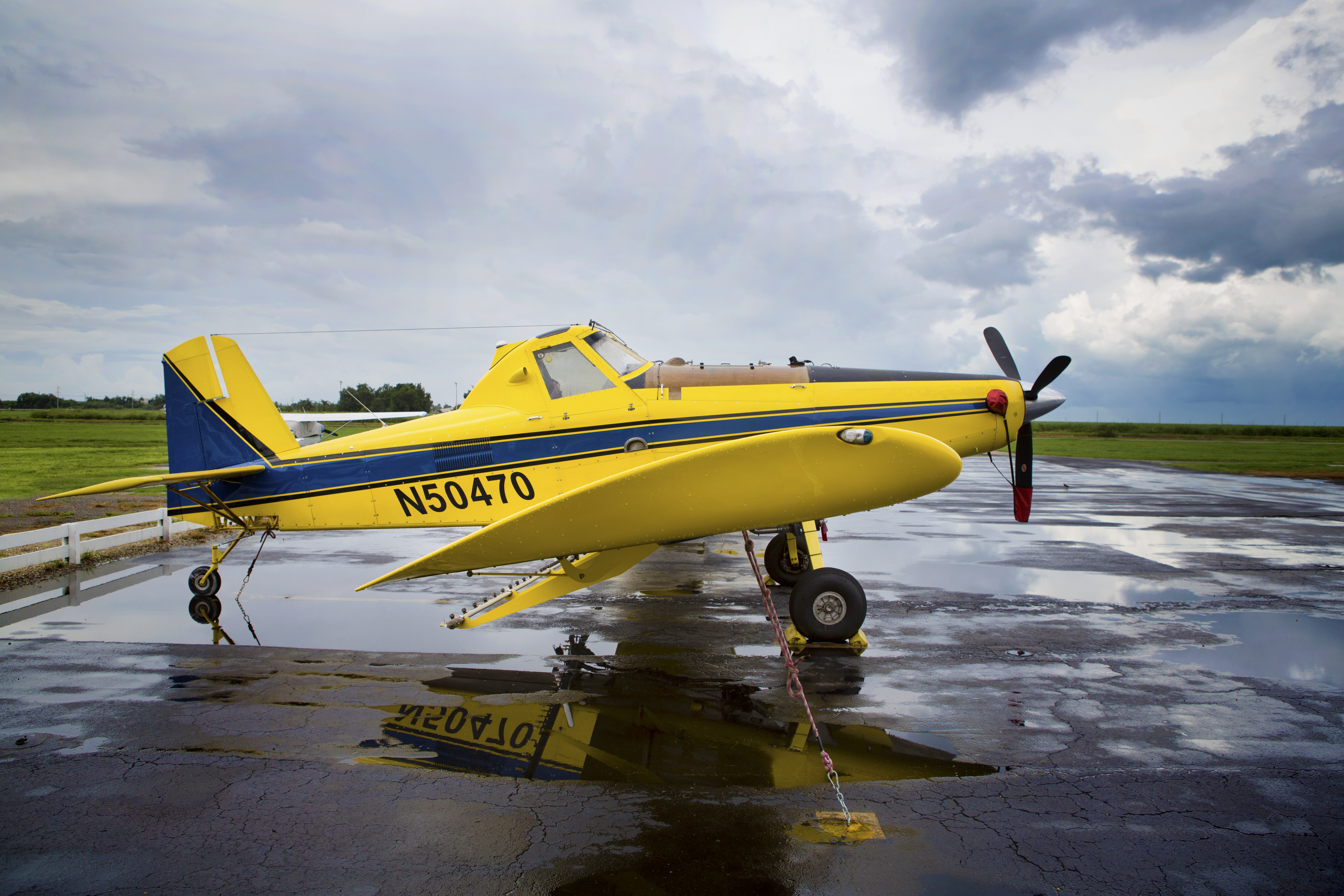
Un AT-502B en Belle Glade Airport.

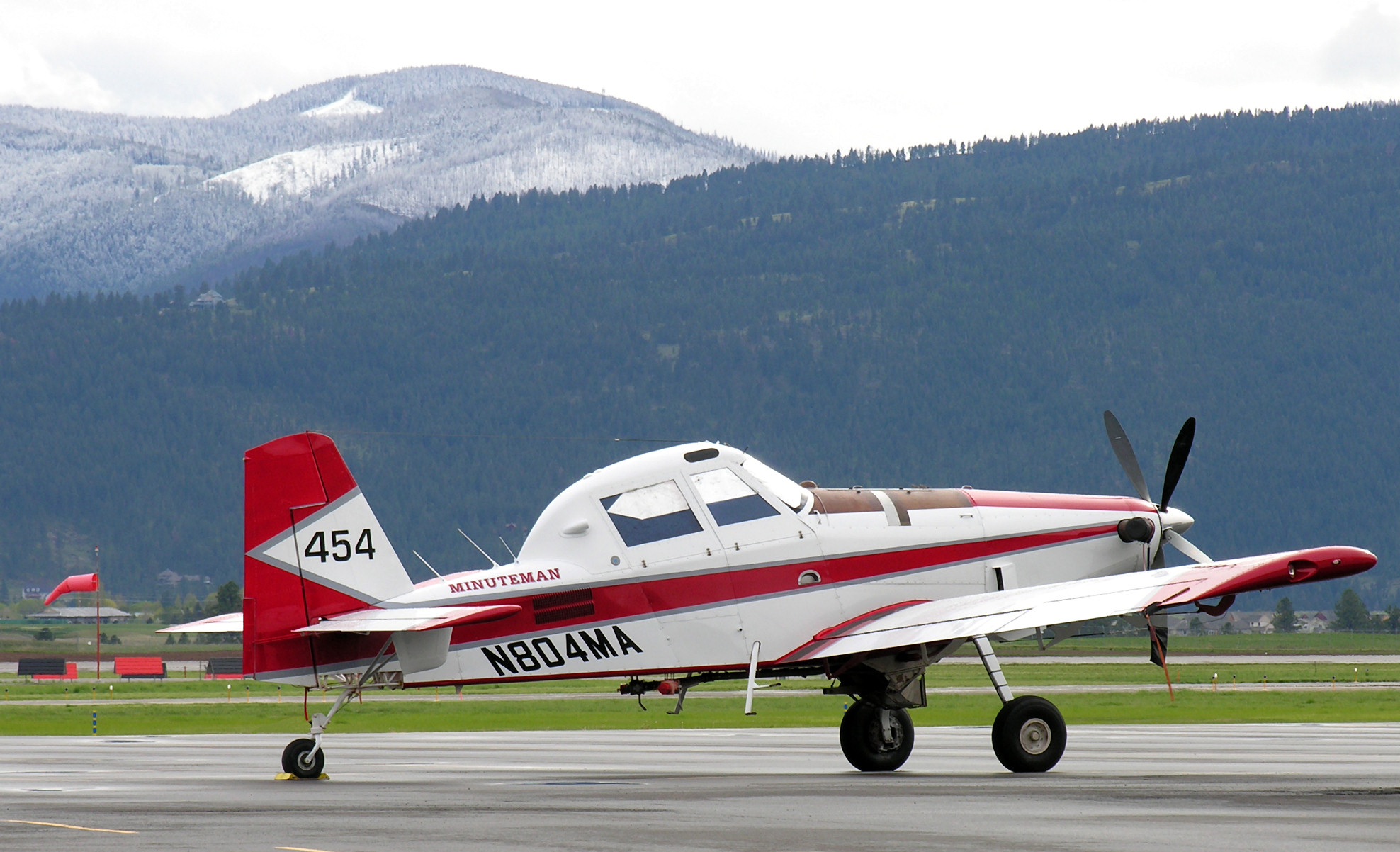
AT-802 biplaza en Missoula, Montana.

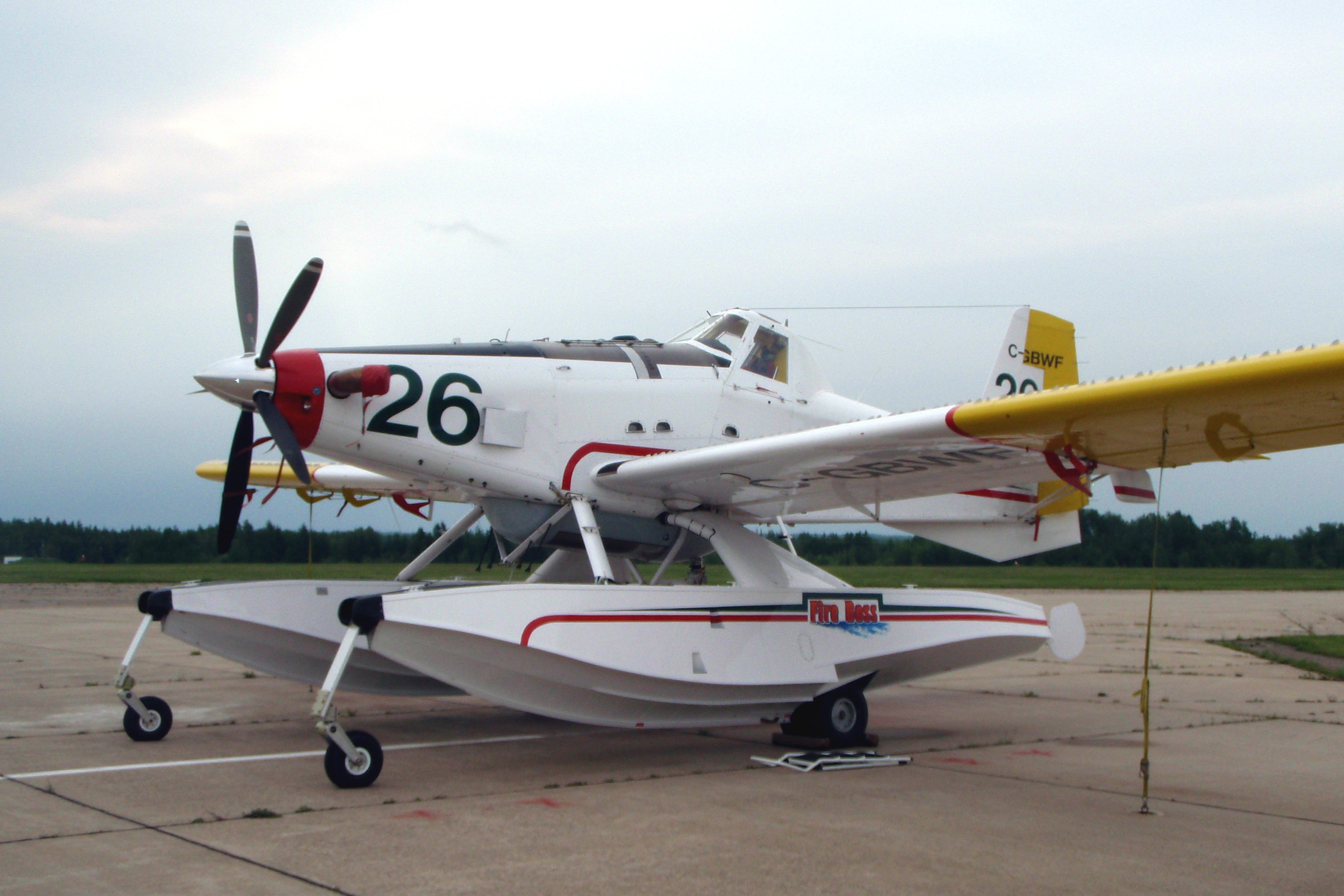
AT-802F antincendios en el aeropuerto de Miramichi.

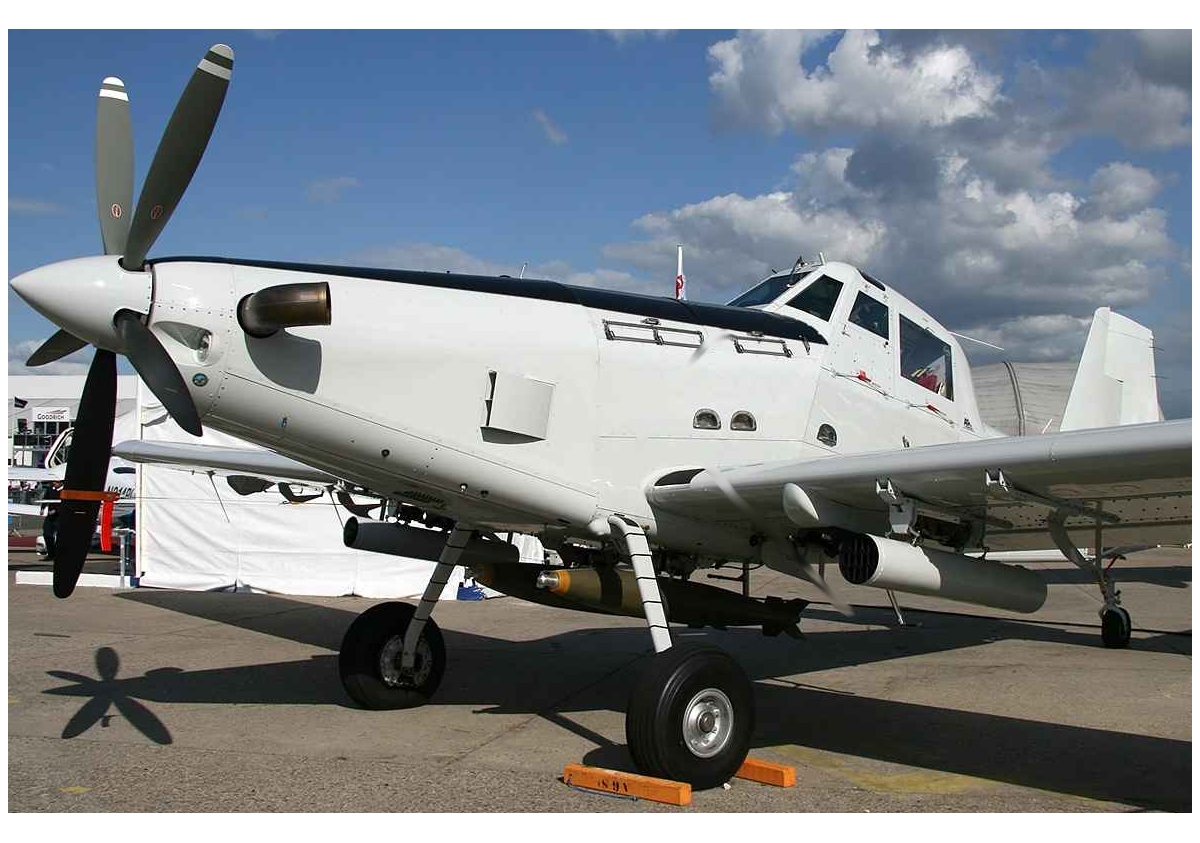
AT-802U en el Paris Air Show

Air Tractor Inc. es una empresa de fabricación de aviones para el uso de tareas relacionadas con la aviación de agricultura (fumigación, siembra, fertilización...) y posteriormente la extinción de incendios. Tiene su base en Olney (Texas), en Estados Unidos.
Fundada en 1978 por Leland Snow que empezó fabricando un nuevo modelo de avión derivado del S-2B (que fue diseñado por él mismo en su anterior empresa, conocida como Snow Aeronautical). Su primer avión diseñado fue el Air Tractor AT-300, que voló por primera vez en 1973.

## Historia
Leland Snow diseñó su primer avión en 1951, el S-1. A la edad de 23 años, Snow completó sus primeros vuelos de pruebas con el S-1 en 1953. Este avión fue usado en trabajos de agricultura, como fumigación y fertilización en Nicaragua y en la zona del Valle del Río Grande en Texas, en los Estados Unidos hasta alrededor del año 1957.
Tras el éxito de este avión, se diseñó el siguiente modelo, una evolución del S-1, llamada S-2A y S-2B, que fueron construidos en las instalaiones de Olney (Texas) en 1958
En 1965 Leland Snow vendió su empresa a Rockwell International y fue elegido Vicepresidente de la división de Aero Commander. Durante este periodo, se desarrolló el modelo S-2R, bautizado como Thrust. Los primeros 100 aviones que se construyeron, lo hicieron en las instalaciones de Olney (Texas), hasta que estas fueron cerradas y se movieron al estado de  Georgia en el año 1970.
Más de 500 aviones fueron producidos durante en las instalaciones de Olney.
Snow dimitió de su cargo en Rockwell International y se dedicó a diseñar el Air Tractor, cuya construcción empezó en el año 1972 con el Air Tractor AT-300, que más tarde se convirtió en el modelo AT-301.
En el año 1977 se construyó el primer modelo turbohélice de Air Tractor, el AT-302.
16 años después de aquel hito, Air Tractor entregó su avión nuevo 1100, y aumentó las capacidades de su fábrica en Olney. 
Desde 2018, la empresa produce un aviones que van equipados con motores Pratt & Whitney, tanto de pistón como turbohélice.

## Aviones
| Modelo             | Primer vuelo | Tipo                                |
| ------------------ | ------------ | ----------------------------------- |
| Air Tractor AT-300 | 1973         | Avión monomotor de uso agricultural |
| Air Tractor AT-301 |              | Avión monomotor de uso agricultural |
| Air Tractor AT-302 |              | Avión monomotor de uso agricultural |
| Air Tractor AT-400 | 1979         | Avión monomotor de uso agricultural |
| Air Tractor AT-401 |              | Avión monomotor de uso agricultural |
| Air Tractor AT-402 |              | Avión monomotor de uso agricultural |
| Air Tractor AT-501 | 1986         | Avión monomotor de uso agricultural |
| Air Tractor AT-502 |              | Avión monomotor de uso agricultural |
| Air Tractor AT-503 |              | Avión monomotor de uso agricultural |
| Air Tractor AT-504 |              | Avión monomotor de uso agricultural |
| Air Tractor AT-602 | 1995         | Avión monomotor de uso agricultural |
| Air Tractor AT-802 | 1990         | Avión monomotor de uso agricultural |